# Fangio-Lois

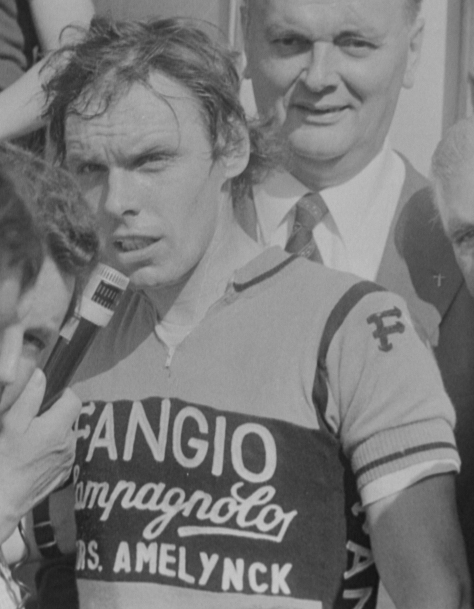
Dirk Baert im Teamtrikot 1980

Fangio-Lois oder Fangio war ein belgisches professionelles Radsportteam, das von 1979 bis 1986 bestand.

## Geschichte
Das Team wurde 1979 unter der Leitung von Étienne Oye gegründet. Hauptsponsor waren die Gebrüder Wilfried und Guido Reybrouck mit ihrem Fahrrad-Großhandel mit dem Namen „Fangio“ (dem Namen des Sohnes von Guido). Im zweiten Jahr belegte das Team einen zweiten Platz bei Omloop Schelde-Durme sowie Platz 5 bei Druivenkoers Overijse. 1983 war ein erfolgreiches Jahr mit dem 4. Platz bei Flandern-Rundfahrt, einem 7. Platz beim Amstel Gold Race, dritten Plätzen bei Rund um den Henninger Turm und Omloop Het Nieuwsblad sowie Platz 10 bei Paris-Tours. 1984 belegte das Team zweite Plätze bei La Flèche Wallonne, der Luxemburg-Rundfahrt und Grand Prix Pino Cerami. Dritte Plätze bei Paris–Brüssel und Binche–Tournai–Binche und einen sechsten Platz beim Amstel Gold Race. 1985 konnten gute Ergebnisse mit den zweiten Plätzen beim Nationale Sluitingsprijs, Omloop Schelde-Durme, Binche–Tournai–Binche und der Luxemburg-Rundfahrt sowie fünften Plätzen bei Gent-Wevelgem, Scheldeprijs und E3 Harelbeke erzielt werden. 1986 konnten zweite Plätze bei GP Stad Zottegem, Schaal Sels, Omloop Schelde-Durme sowie dritte Plätze bei Leeuwse Pijl, Le Samyn und Grand Prix de Wallonie und ein neunter Platz bei Paris-Roubaix erzielt werden. In dieser Saison gab es auch die einzige Teilnahme an einer Grand Tour, der Vuelta a España. Allerdings ohne nennenswerte Ergebnisse. Nach der Saison löste sich das Team auf und Teile des Teams wechselten mit Wilfried Reybrouck zu AD Renting.

## Erfolge
1980
- Irland-Rundfahrt

1981
- Omloop Schelde-Durme
- Gesamtwertung und eine Etappe Rapport Toer

1982
- De Kustpijl
- Omloop van het Zuidwesten

1983
- Le Samyn
- eine Etappe Tour de l’Avenir
- zwei Etappen Tour Européen Lorraine-Alsace

1984
- Grand Prix de Denain
- eine Etappe Luxemburg-Rundfahrt

1985
- Kuurne–Brüssel–Kuurne
- Gesamtwertung und zwei Etappen Milk Race
- eine Etappe Drei Tage von De Panne
- eine Etappe Luxemburg-Rundfahrt
- eine Etappe Dänemark-Rundfahrt
- eine Etappe Herald Sun Tour

1986
- De Kustpijl
- Nokere Koerse
- eine Etappe Dänemark-Rundfahrt
- eine Etappe 4 Jours de Dunkerque

## Bekannte ehemalige Fahrer
- Rudy Matthijs (1981)
- Gary Wiggins (1981 und 1984)
- Luc Colijn (1983 und 1986)
- William Tackaert (1983–1986)
- Michel Dernies (1983–1984)
- Eric Van Lancker (1984–1985)
- Patrick Versluys (1986)
- Dirk Demol (1986)